# Eugnathogobius stictos
Eugnathogobius stictos és una espècie de peix de la família dels gòbids i de l'ordre dels perciformes.

## Morfologia
- Els mascles poden assolir 2,2 cm de longitud total.[4]

## Hàbitat
És un peix d'aigua dolça, de clima tropical i pelàgic.

## Distribució geogràfica
Es troba a Austràlia: el Territori del Nord.

## Observacions
És inofensiu per als humans.